# 阿蒂尔·马比荣
阿蒂尔·马比荣（法語：Arthur Mabillon，1888年10月13日—1961年10月13日），法国男子射箭运动员。他曾代表法国参加1920年夏季奥林匹克运动会射箭比赛，获得二枚银牌和一枚铜牌。